# Hygrochroa batima
Hygrochroa batima är en fjärilsart som beskrevs av Dyar 1912. Hygrochroa batima ingår i släktet Hygrochroa och familjen silkesspinnare. Inga underarter finns listade i Catalogue of Life.